# Лівенська ситцева
Лівенська ситцева — м'ясо-яєчна порода курей, що походить з Лівненщини. У 40-і роки XX століття ця порода була дуже популярною в СРСР, проте була витіснена породою леггорн. У птахів цієї породи дуже яскраве райдужне оперення. Забарвлення шкаралупи яєць буре. Показник несучості у цієї породи нижчий, ніж у леггорнів, проте кури цієї породи несуть більші за розміром яйця. Ця порода застосовувалася у селекції породи курей Кучинська ювілейна.